# Falcata
Falcata (Falcatae) – starożytna broń biała charakterystyczna dla wojowników iberyjskich i celtoiberyjskich z Półwyspu Iberyjskiego. Używana przez rekrutującą się wśród nich piechotę kartagińską, przyczyniła się do przyjęcia przez Rzymian cięższych mieczy „hiszpańskiego wzoru” (gladius hispanensis).
Falcata przypominała nieco współczesne kukri. Była to broń długa na ok. 50–60 cm (z czego na ostrze przypadało ok. 30–50 cm), lekko zakrzywiona, na sztychu obosieczna do około 1/3 długości, co zapewniało możliwość skutecznego pchnięcia; pozostała część głowni była jednosieczna, ostra od wewnętrznej strony łuku. Głownię razem z rękojeścią wykonywano z jednego kawałka metalu. Falcata była przeznaczona przede wszystkim do cięcia: głownia rozszerzała się do maksymalnej szerokości ok. 5 cm bliżej sztychu, co przez co punkt ciężkości był przesunięty ku końcowi broni, a to dawało potężną siłę uderzenia.
Nazwa falcata jest współczesna (hiszp. espada falcata); sama broń może być cięższym i dysponującym lepszym sztychem wariantem greckiej machairy lub również greckiego kopisu. P. Dixon wskazuje, że o greckim pochodzeniu „iberyjskiej szabli”, jak ją nazywa, może świadczyć nie tylko forma broni i wynikający z niej sposób użycia, bardzo zbliżony zarówno do machairy, jak i kopisu, lecz także sposób zdobienia, jak np. ornamentyka srebrnych inkrustacji, a przede wszystkim kształt głowicy. Greckie machairy miały głowicę rękojeści w kształcie ptasiej głowy, i takie też są głowice broni iberyjskich. Prawdopodobnie pod celtyckim wpływem pojawiają się też głowy końskie, ale następuje to dopiero po ok. 100 latach rozwoju falcaty na terenach dzisiejszej Hiszpanii. Czas przyjęcia broni do użycia również wspiera hipotezę o jej wschodniośródziemnomorskim pochodzeniu: przed V w. p.n.e. machairy i kopisy były używane w Grecji jako narzędzia (noże i tasaki), nie jako broń. Prawdopodobnie pod perskim wpływem idea zakrzywionego ostrza w broni została przejęta przez Greków i doprowadziła do przekształcenia tych narzędzi w broń sieczną. Piąte stulecie to również okres intensywnych kontaktów i wojen między Grekami a Kartagińczykami na Sycylii. Jest wysoce prawdopodobne, że iberyjscy najemnicy w służbie kartagińskiej przenieśli wzory greckiej broni do domu, bo pierwsze datowane jej przykłady pojawiają się w Iberii pod koniec V. w.
Falcaty były bronią sieczną iberyjskiej piechoty w służbie kartagińskiej; noszono je na ogół na lewym biodrze, zawieszone na pendencie; broni tej używała także jazda kartagińska. Istotną cechą iberyjskiej falcaty była wysoka jakość stali, z której broń wykonywano – w czasie II wojny punickiej kartagińskie miecze przerąbywały zbroje i miecze armii rzymskiej. Z tego względu Scypion, po zdobyciu w 209 r. p.n.e. Kartageny zadbał, by wzięto do niewoli pewną liczbę hiszpańskich kowali, których zmuszono do nauczenia Rzymian sekretów kucia tej doskonałej broni. Doprowadził następnie do przezbrojenia armii rzymskiej z głównie kolnych mieczy typu antenowego w cięższe i szersze gladiusy, podobnie jak falcaty umożliwiające pchnięcia i bardzo silne cięcia. Jest jednak niewykluczone, że broń w typie greckiej machairy (i późniejszej falcaty) była już wcześniej na wyposażeniu rzymskiej konnicy. Na Półwyspie Apenińskim znaleziono broń tego typu o kilka wieków wcześniejszą od wojen punickich, a jak wskazują źródła greckie, była to broń szczególnie skuteczna w rękach jeźdźca, i wśród greckich kawalerzystów bardzo popularna.
W literaturze pięknej falcata pojawia się w cyklu powieści Gene'a Wolfe'a o Latro (Żołnierz z Mgły, Żołnierz Arete), italskim najemniku rannym w bitwie pod Platejami. Falcata jest bronią Latro, z którą podróżuje po Helladzie.